# The Family Tree (nummer)
"The Family Tree" is een nummer van de Amerikaanse band Venice. Het nummer werd uitgebracht op hun album Spin Art uit 1999. Dat jaar werd het nummer tevens uitgebracht op single.

## Achtergrond
"The Family Tree" gaat over het verlies van een familielid. Desondanks blijft de rest van de familie sterk, omdat zij weten dat de familieboom altijd zal blijven groeien. Door het thema is het een populair nummer om te draaien tijdens uitvaarten.
"The Family Tree" werd nergens een grote hit, maar genoot wel bekendheid in Nederland door een aantal optredens van Venice bij de 2 Meter Sessies. In 2003 werden een aantal sessies van de band uitgebracht op het gelijknamige album 2 Meter Sessies. Tevens is het nummer sinds 2003 jaarlijks te vinden bij de bovenste duizend noteringen in de Radio 2 Top 2000, met een 171e plaats in 2006 als hoogste positie.

## NPO Radio 2 Top 2000
| Nummer met noteringen in de NPO Radio 2 Top 2000 | '01  | '02 | '03 | '04 | '05 | '06 | '07 | '08 | '09 | '10 | '11 | '12 | '13 | '14 | '15 | '16 | '17 | '18 | '19 | '20 | '21 | '22 | '23 | '24 |
| ------------------------------------------------ | ---- | --- | --- | --- | --- | --- | --- | --- | --- | --- | --- | --- | --- | --- | --- | --- | --- | --- | --- | --- | --- | --- | --- | --- |
| The Family Tree                                  | 1805 | -   | 579 | 294 | 198 | 171 | 177 | 221 | 234 | 339 | 426 | 501 | 277 | 442 | 499 | 716 | 744 | 823 | 949 | 949 | 966 | 979 | 901 | 873 |

1. ↑  Een '-' betekent dat het nummer niet was genoteerd en een vetgedrukt getal geeft de hoogste notering aan.
2. ↑  2001 was het eerste jaar met een notering voor dit nummer.